# Starry night
Starry night is een compositie van Alan Hovhaness uit 1985.
Het werk is gebaseerd op het schilderij De sterrennacht van Vincent van Gogh uit 1889. Het schilderij doet daarbij nogal "druk" aan in vergelijking tot de uitermate rustige muziek van Hovhaness. De muziek, die de tijdloosheid van het heelal weergeeft, is geschreven voor een trio bestaande uit dwarsfluit, harp en xylofoon, waarbij de harppartij de achtergrond verzorgt.

## Discografie
- Uitgave Crystal Records: Scott Goff (fluit), John Carrington (harp), Ronald Johnson (xylofoon); opname 1995